# Big Air Shougang
Big Air Shougang is een stadion in het district Shijingshan van de Chinese hoofdstad Peking. Het werd gebouwd ten behoeve van de big air evenementen van de Olympische Winterspelen 2022.

## Constructie
Het stadion werd bovenop een voormalige staalfabriek gebouwd die gesloten was in aanloop naar de Olympische Zomerspelen 2008 vanwege de luchtvervuiling. Constructie begon in 2018 en het stadion werd op 1 november 2019 opgeleverd. De locatie zal permanent zijn en worden gebruikt voor verschillende sportwedstrijden, en wordt 's werelds eerste permanente big air-locatie ooit.

## Olympische Winterspelen 2022
Tijdens de Olympische Winterspelen 2022 werden hier vier onderdelen worden afgewerkt: De big air onderdelen van het freestyleskiën voor mannen en vrouwen en de big air onderdelen van het snowboarden voor mannen en vrouwen.